# Xenylla hawaiiensis
Xenylla hawaiiensis är en urinsektsart som beskrevs av da Gama 1969. Xenylla hawaiiensis ingår i släktet Xenylla och familjen Hypogastruridae. Inga underarter finns listade i Catalogue of Life.